# Lomsjön (Länghems socken, Västergötland)
Lomsjön är en sjö i Tranemo kommun i Västergötland och ingår i Ätrans huvudavrinningsområde.